# 冨田ふさ
冨田 ふさ（とみた ふさ、1893年（明治26年）10月10日 – 1954年（昭和29年）7月19日）は、日本の医師。政治家、衆議院議員（1期）。旧姓は不明。

## 来歴
1893年、福井県吉田郡松岡町（現・永平寺町）に生まれる。東京女医学校（現・東京女子医科大学）を卒業し、産婦人科医となる。京都帝国大学病院に勤務し、医師の冨田精と結婚する。1922年に夫とともに京都市で「冨田医院」を開業する。
1946年の第22回衆議院議員総選挙で京都府から女子自由党公認で立候補して3位で当選した。選挙後、選挙期間中に戸別訪問したことが選挙違反に問われ、裁判所から罰金500円の有罪判決を受けた。翌年の第23回衆議院議員総選挙で民主党公認で京都1区から立候補したが落選した。
1954年に胃癌で死去した。